# Branka Popović (kompozitorka)
Branka Popović (Beograd, 1977) srpska je kompozitorka savremene klasične muzike i vanredni profesor na Katedri za kompoziciju Fakulteta muzičke umetnosti u Beogradu.

## Biografija
Branka Popović je završila studije muzikologije i kompozicije u klasi Zorana Erića na Fakultetu muzičke umetnosti u Beogradu, a potom je magistrirala kompoziciju u klasi Džudit Bingam na Gildhol Školi za muziku i dramu u Londonu. Doktorirala je na Odseku za kompoziciju Fakulteta muzičke umetnosti u Beogradu u klasi Zorana Erića.
Kompozicije su joj izvođene u okviru festivala – International Spring Orchestra Festival (Valeta), Svetski dani nove muzike (Bratislava), Bijenale savremene muzike u Kopru, Reims Scènes d’Europe, Međunarodna tribina kompozitora, Festivalul internațional MERIDIAN (Bukurešt), Birtwistle Festival u Londonu i City of London Festival. Sarađivala je sa brojnim ansamblima i izvođačima među kojima su Stiven Gutman, Elen Ugelvik, Gudači Svetog Đorđa, Austrijski ansambl za novu muziku, ARTéfacts ensemble (Grčka), Metamorfozis, ansambli Gradilište, Trio Pokret.

## Najznačajnija dela
- Petrograd, kamerna opera
- Red Easy a Color, ciklus pesama za bariton i klavir
- 14:30, za dva klavira
- Lines & circles[3]